# 亞納爾·加布里埃爾
亞納爾·加布里埃爾（英語：Colonel Arnald D. Gabriel，1925年—），1964年至1985年是美國空軍軍樂團、美國空軍交響樂團和警長歌唱樂團（Singing Sergeants）的指挥。1990年他被任命為美國空軍軍樂團第一位名譽指揮。
在第二次世界大戰中，他曾為美國軍隊的第29步兵師的機槍手。他曾獲頒二個銅星獎章（Bronze Star medals）、作戰步兵徽章（Combat Infantry Badge）,法國格賀十字（French Croix de Guerre）。
1946年離開軍隊後，亞納爾·加布里埃爾考進伊薩卡學院（Ithaca College），他在那裏考獲音樂教育學士和碩士學位。
1985年2月，亞納爾·加布里埃爾從美國空軍軍樂團退休。在1990年，他在華盛頓特區DAR憲政大廳被任命為美國空軍軍樂團第一位名譽指揮。
加布里埃爾上校亦是喬治梅森大學的名譽教授。

## 榮譽
加布里埃爾的專業榮譽包括由美國國家管樂協會卓越奬（Citation of Excellence）及披慕阿爾法交響兄弟會的新千禧年終身成就獎（New Millennium Lifetime Achievement Award）。
加布里埃爾上校入選了國家管樂協會最佳傑出指揮名人堂，成為有史以來最年輕的人獲此榮譽。他也是美國管樂指揮協會的前任主席。 2008年，美國空軍軍樂團為一座大廳命名為加布里埃爾上校大廳（Arnald D. Gabriel Hall）。

## 職業生涯
他曾與無數樂團和樂隊合作演出，包括摩門教禮拜堂合唱團（Mormon Tabernacle Choir）、波多黎各、巴西塔圖聖保羅（Tatui São Paulo）交響樂團、意大利憲兵樂隊（Carabiniere Band）空軍樂隊、荷蘭皇家海軍陸戰隊軍樂團、德國波恩民族警察樂團（the Staff Music Corps ）、加拿大渥太華國家軍樂團、美國全國大專管樂團、達拉斯管樂團、和日本東京佼成管樂團。

## 外部連結
- 有關加布里埃爾上校（页面存档备份，存于）